# Teodulo Topacio jr.
Teodulo Masangao Topacio jr. (30 november 1924 - 9 juli 2019) is een Filipijns wetenschapper die actief is op het gebied van de diergeneeskunde.
Topacio studeerde diergeneeskunde aan de University of the Philippines. Na het behalen van zijn Bachelor-diploma in 1951 vervolgde hij zijn studie aan de Michigan State University, waar hij in 1956 zijn Master-diploma behaalde. Zes jaar later promoveerde hij aan de Purdue University.
Topacio is sinds 1993 lid van The National Academy on Science and Technology, een orgaan dat de overheid adviseert op het gebied van de wetenschap. Hij werd in 2009 door president Gloria Macapagal-Arroyo benoemd tot Nationaal Wetenschapper van de Filipijnen voor zijn onderzoek naar de ziekte van Weil bij gedomesticeerde dieren.
Topacio overleed in 2019 op 94-jarige leeftijd.